# Яндекс.Открытки
Яндекс.Открытки — сервис для размещения онлайн-поздравлений, созданный компанией Яндекс. Запущен в 2000 году, закрыт 27 декабря 2013 года.
Поздравления размещались на главной странице проекта. К открытке в сервисе можно было также добавлять текст, мелодию, размещать в блогах. В 2006 году вышла новая версия сервиса под номером 2.0, нововведением стали партнёрская программа, изменения в наполнении, структуре и дизайне сервиса С 2007 в виде открытки можно было послать любую фотографию из пользовательской коллекции на Яндекс.Фотках.